# NGC 5047
NGC 5047 је лентикуларна галаксија у сазвежђу Девица која се налази на NGC листи објеката дубоког неба.
Деклинација објекта је - 16° 31' 6" а ректасцензија 13h 15m 48,4s. Привидна величина (магнитуда) објекта NGC 5047 износи 12,6 а фотографска магнитуда 13,6. NGC 5047 је још познат и под ознакама MCG -3-34-36, PGC 46150.